# Hlubinná ekologie
Hlubinná ekologie (z anglického deep ecology) je směr environmentální etiky, holistický způsob nazírání na přírodu jako na součást člověka a na člověka jako součást přírody. Dualita klasické etiky „já – svět“ je nahrazena jedním velkým Já, které zahrnuje celý ekosystém Země, živé bytosti i jejich prostředí. Hodnota přírody tak není odvozena od její užitečnosti pro člověka (antropocentrismus), ale má hodnotu sama o sobě. Člověk ji má poznat vcítěním, ztotožněním se; důležitějším nástrojem pro to jsou emoce než rozum.
[zdroj?] Postupně se hlubinná ekologie stala hnutím, které ovlivnilo mnoho současných ekologických organizací jako např. Greenpeace, Hnutí DUHA, Děti Země, Český svaz ochránců přírody, Hnutí Brontosaurus a další.
Hlubinná ekologie nechce vyčleňovat člověka z biotického společenství, naopak jej do něj skrze empatické ztotožnění vrací.[zdroj?] Pokouší se překonat dualitu, na níž je postaveno západní myšlení, přičemž příčinu ekologické krize vidí právě v lidských postojích nadřazenosti vůči přírodě.
Hlubinnou ekologii poprvé definoval v roce 1973 norský myslitel Arne Næss v článku „Ekologie mělká a všeobjímající hlubinně ekologické hnutí. Shrnutí.“ Filosofii, kterou hlubinná ekologie používá, pojmenoval Naess jako ekofilosofie. Næss byl inspirován zejména Erichem Frommem, Gándhím a Baruchem Spinozou. Koncem 70. let nejvíce propagovali Naessovy myšlenky akademici Bill Devall a Gerge Session. Jeho žáci nauku posunuli více k New Age hnutím. Pokračovateli hlubinné ekologie jsou Gary Snyder, John Seed, David Abram, Michael Zimmerman nebo radikální aktivistické hnutí Earth First. Kritickou analýzou hlubinné ekologie se v České republice zabýval Bohuslav Binka.

## Teorie
Filozofický základ hlubinné ekologie spočívá v ekofilosofii a ekosofii, která využívá elementárních termínů ekologie – jako jsou propojenost, diverzita a symbióza. Dalšími základními ekologickými principy jsou jednota a rozmanitost. Naess definoval ekofilosofii jako: „Obor, zabývající se problémy společnými ekologii i filosofii…“ Ekosofie je dle Naesse „osobní hodnotový systém a světový názor, jimž se člověk řídí při rozhodování,“ a který „vztahujeme na otázky týkající se člověka a přírody.“

## Mělká a hlubinná ekologie
Mělká ekologie, jinak také plochá ekologie je přístup, který řeší environmentální problémy pouze povrchně, nejde ke kořenům samotných problémů, řeší pouze následky, nikoli podstatu samotné věci. Snaží se pouze o zmírňování projevů ekologické rovnováhy.
Pro příznivce hlubinné ekologie je typické kladení si sofistikovanějších (hlubších) otázek, které se nesnaží o povrchní řešení problémů, ale o jejich dlouhodobější řešení. Hnutí zpočátku přitahovalo jedince, kteří nesouhlasili s přístupem lidského druhu k planetě a pociťovali hořkost nad tímto jednáním. Hlubinná ekologie jim ukázala nearogantní, pokorný pohled, který staví člověka a ostatní živočichy na stejný stupeň důležitosti a rovnocennosti.

## Program hlubinně ekologického hnutí podle A. Naesse[12]
1. Prosperita života lidí i veškerého ostatního života na Zemi má svou hodnotu. Hodnota životních forem je nezávislá na užitečnosti z hlediska úzkých lidských zájmů.
2. Hojnost a pestrost života jsou hodnotami samy o sobě a obohacují lidský i veškerý další život na Zemi.
3. Člověk nemá právo tuto hojnost a pestrost omezovat – výjimkou je uspokojování základních potřeb.
4. Současné zasahování člověka do přírody je neúnosné, a situace se rychle zhoršuje.
5. Život a kultura lidstva nijak neutrpí podstatným snížením počtu obyvatel. Dobrý stav přírody se bez takového poklesu neobejde.
6. Podstatné zlepšení životních podmínek není možné bez proměny politiky, neboť ta ovlivňuje  ekonomické, technické a ideologické struktury.
7. Ideologická proměna spočívá v uznávání především kvality života (její podstatou jsou hodnotné situace), a nikoliv životní úrovně. Je třeba si důkladně uvědomit rozdíl mezi tím, co je „velké“ a co je „ohromné“.
8. Kdo se s uvedenými body ztotožní, má povinnost se přímo či nepřímo zúčastnit pokusu o prosazení nezbytných změn.

## Základní principy hlubinné ekologie
- Země je propojená soustava, v níž se vše navzájem ovlivňuje a vše souvisí se vším; nelze se izolovat od veškerých důsledků svého jednání.
- Všechny bytosti na Zemi jsou navzájem rovnoprávné, nelze někoho nadřazovat nad druhé (např. na privilegovaný svět a levnou pracovní sílu nebo na lidi a "pouhá" zvířata).
- Život není pouhý "boj o přežití", ale hodnota sama o sobě.
- Veškeré jednání má probíhat v zájmu "veškerého" života a trvalé udržitelnosti jeho zdraví.
- Decentralizace, lokální autonomie a soběstačnost.[13]

## Myslet jako hora: Shromáždění všech bytostí
Sborník textů Myslet jako hora: Shromáždění všech bytostí (1988) klade důraz na duchovní poznání a prožívání, jako zásadní hodnotu vnímá cit a intuici. Inspiruje se jak východními naukami, tak i evropským šamanistickým odkazem, které spojuje s moderními psychologickými postupy. Shromáždění všech bytostí je koncipováno jako skupinová práce, svou strukturou připomínající rituál. V účastnících má probudit schopnost ztotožnění se s mimolidskými formami života a navodit zážitek jednoty, který je výchozí pro praktickou ekologickou aktivitu. Název knihy odkazuje na Aldo Leopolda, který v Obrázcích z chatrče (1949) v kapitole nazvané "Myslet jako hora" poukazuje na rozdíly mezi krátkodobými zájmy člověka a zájmy ekosystému jako takového. V hlubinné ekologii „myslet jako hora“ znamená ztotožnit se s ekosystémem, být si vědom/a svého místa v celku a zároveň pocítit, že se tento celek ve mně odráží.